# Laxön
Laxön is een eiland annex zandbank behorend tot de Lule-archipel. Er staat bos en er ligt een klein meer. De Lule-archipel hoort bij Zweden. Laxön ligt in het noorden van de Botnische Golf in de Rånefjärden, steekt nauwelijks tien meter boven de zeespiegel uit en is het grootste eiland van de Råne-archipel. Het eiland is genoemd naar de rijke zalmstand in de zee eromheen, lax is het Zweeds voor zalm. Het heeft geen oeververbinding, het is alleen met een eigen boot te bereiken, en heeft enige bebouwing, dat zijn noodcabines of zomerwoningen. Er zijn door de postglaciale opheffing drie eilanden: Lövgrunden, Saxgrundet en Flottgrundet tegen Laxön vast komen te liggen.
Ågrundet · Alskäret · Avasjögrundet · Fågelreven · Flakaskäret · Fliggen · Furuholmen · Grangrundet · Granholmen · Hällholmen · Kilsgrundet · Köpmanholmen · Långholmen · Laxön · Laxögrundet · Lill-Kilholmen · Lönngrundet · Piltreven · Rödbergsgrunden · Sandviksreven · Skärgrundet · Skärgrundsflagan · Stor-Kilholmen · Stor-Lönngrundet · Troppen · Yttre Sandgrundet